# Мускат белый Магарач
Муска́т бе́лый Магара́ч — марочное белое ликёрное вино. Производитель — Всероссийский национальный научно-исследовательский институт виноградарства и виноделия «Магарач» РАН в Крыму.

## История и описание
Вино производится с 1836 года. Вино изготавливают из винограда сорта Мускат белый, который произрастает на Южном берегу Крыма в посёлке Отрадное. Используют только виноград, достигший содержания сахара 30 %. Сбор винограда осуществляется вручную.
В производстве вина используются технологии краткосрочного настаивания и брожения мезги. На последующем этапе осуществляется спиртование. Вино выдерживают 2 года. На протяжении 150 лет технология производства данного вина постоянно совершенствуется. В этом процессе в разное время принимали участие такие знаменитые виноделы как: Ф.И. Гаске, А.П. Сербуленко, С.Ф. Охременко, А.А. Преображенский.
Характеристики вина: содержание спирта 13 %, сахара 22 г/100 куб. см, титруемых кислот 4—6 г/куб. дм.
Цвет — от светло-золотистого до тёмно-золотистого. Букет с оттенками майского мёда, мускатных ягод, лепестков чайной розы, альпийских трав и цитрусовых фруктов. Вкус насыщенный, полный, маслянистый с нотками апельсиновой корочки и продолжительным послевкусием.
На международных конкурсах вино награждено 11 золотыми медалями.